# Xã Newcastle, Quận Dixon, Nebraska
Xã Newcastle (tiếng Anh: Newcastle Township) là một xã thuộc quận Dixon, tiểu bang Nebraska, Hoa Kỳ. Năm 2010, dân số của xã này là 499 người.